# Dệu bò vằn
Dệu bò vằn hay còn gọi là Rau dền đỏ, Dệu cảnh, kỷ đỏ, Rau Từ Bi (danh pháp khoa học: Alternanthera bettzickiana) là loài thực vật có hoa thuộc họ Dền. Loài này được (Regel) G.Nicholson mô tả khoa học đầu tiên năm 1884.
Cây thảo nhỏ sống nhiều năm, cao lắm là 50 cm; thân đứng, không lông. Lá xanh tươi, nhưng thường đỏ, tía hay trổ tới vàng; phiến thon ngược hay hình bánh bò, dài 2 – 4 cm; cuống 1 – 3 cm.
Hoa mọc thành đầu thuôn hay hình cầu, có cuống ngắn, trắng; lá đài 5, ba cái ở ngoài có lông, hai cái ở trong không lông; nhị 5, xen với 5 phiến dẹp có răng. Quả bế một hạt.
Xuất xứ ở Braxin, được nhập trồng nay đã thuần hóa.
Người ta cũng gặp nó trong rừng trên đất sét - phiến, tới độ cao 1400 - 1500m. Ra hoa quanh năm.
Cây được trồng làm cảnh, làm cây phủ đất trong các bồn hoa, trên sân cỏ làm viền, ven gốc cây gỗ lớn.
Cũng được dùng làm thuốc trong dân gian. Toàn cây được dùng trong sắc uống chữa sốt, làm thuốc lợi sữa, nhuận gan; dùng ngoài trị rắn cắn.
Ở Trung Quốc, toàn cây được dùng làm thuốc có tác dụng thanh nhiệt giải độc, lương huyết chỉ huyết và thanh tích trục ứ.